# Past Tense (Star Trek: Deep Space Nine)
"Past Tense" és un episodi en dues parts, que suposen l’onzè i dotzè episodis de la tercera temporada de la sèrie de televisió de ciència-ficció estatunidenca Star Trek: Deep Space Nine, el 57è i 58è de tota la sèrie i l'últim episodi que s'emet abans de l'estrena del seu spin-off, Star Trek: Voyager. També és el primer episodi de Star Trek: Deep Space Nine que no inclou cap escena de l'estació espacial DS9, excepte els crèdits inicials. Originalment es van emetre en redifusió a partir del 2 de gener (primera part) i 9 de gener (2a part) de 1995. Fou dirigit per Reza Badiyu (Part I) i Jonathan Frakes (Part II) en base a un guió de Robert Hewitt Wolfe (Part I) i Ira Steven Behr (Part II).
Ambientada al segle XXIV, la sèrie segueix les aventures a Espai Profund 9, una estació espacial situada prop d'un forat de cuc estable entre els Quadrants Alfa i Gamma de la Via Làctia, prop del planeta Bajor, mentre els bajorans es recuperen d'una brutal ocupació de dècades pels imperialistes cardassians. En aquest episodi, una anomalia del transportador envia el Comandant Sisko, el Dr. Bashir i la Jadzia Dax enrere en el temps a un moment crucial de la història de la Terra. L'episodi va rebre elogis de la crítica per analitzar els problemes socials americans en un context de ciència-ficció, però també per abordar diversos problemes socials com ara la manca d'habitatge, la pobresa i la tecnologia.

## Emissió
Aquesta entrega de la sèrie de televisió de ciència-ficció de la franquícia Star Trek Star Trek: Deep Space Nine es va emetre en dos episodis d'aproximadament 45 minuts en redifusió dels Estats Units. El primer episodi es va emetre el 2 de gener de 1995 i la conclusió el 9 de gener de 1995.

## Argument

### Part I
Quan el Comandant Sisko, Dr. Bashir i Jadzia Dax es teleporten a la Terra des de l'USS Defiant, es produeix un accident i es materialitzen a San Francisco el 30 d'agost de 2024.
Sisko i Bashir són trobats per dos agents de policia, que creuen que són vagabunds i els adverteixen que surtin dels carrers. Són escortats al Districte Santuari A, un gueto emmurallat que s'utilitza per contenir els pobres, els malalts, els discapacitats mentals i qualsevol altra persona que no es pugui mantenir. Sisko s'adona que han arribat el 30 d'agost de 2024, just abans del diumenge 1 de setembre, quan es produeixen els Disturbis de Bell, un enfrontament violent al districte santuari que Sisko recorda com un moment decisiu en la història de la humanitat. Desenes de persones moriran, inclòs un home anomenat Gabriel Bell] el líder de la manifestació. Bell es convertirà en un heroi pel seu autosacrifici mentre protegia els ostatges, i l'actitud pública envers els desfavorits començarà a canviar. Incapaços de trobar un edifici per dormir i sense voler involucrar-se en un moviment naixent per expressar les queixes dels residents per por d'alterar la història, Sisko i Bashir viuen al carrer.
Mentrestant, Dax és trobada per un destacat empresari, Chris Brynner, CEO de Brynner Information Systems, que li proporciona allotjament. Més tard, assistint a una festa benestant com a convidada seva, s'adona que Sisko i Bashir poden haver estat portats al districte santuari i el persuadeix perquè ajudi a confirmar les seves sospites.
Dins del districte, esclata una baralla quan Sisko i Bashir resisteixen els intents de prendre les cartilles de racionament que els han donat. Un home que acudeix en la seva ajuda és assassinat, i Sisko i Bashir descobreixen després que era Bell. Sisko s'adona ràpidament que, a causa de la seva presència, el curs de la història està a punt de canviar radicalment, ja que Bell ja no és present per protegir els ostatges en la narrativa històrica.
Al segle XXIV, la tripulació que va marxar a bord del "Defiant", la Major Kira, l'Odo i el Cap O'Brien perden el contacte amb la Terra quan tots els rastres de la Federació, des dels satèl·lits de la Flota Estel·lar a les estacions de terraformació de Venus fins a les drassanes d'Utopia Planitia, desapareixen sobtadament; la mort de Bell ha alterat radicalment la línia de temps. O'Brien calcula diversos períodes de temps possibles en què Dax, Sisko i Bashir podrien haver arribat, i Kira i O'Brien comencen a transportar-se a un període a la vegada per buscar-los.
En el passat, els residents del districte comencen a amotinar-se i un grup assalta el centre de processament i pren els empleats com a ostatges. Sisko i Bashir hi tornen, i Sisko assumeix la identitat de Bell i pren el lideratge de la revolta en un esforç per mantenir els ostatges segurs durant la nit.

### Part II
Sisko intenta assegurar-se que ningú resulti ferit durant l'enfrontament, alhora que entén que Bell ha de morir al final. A primera hora del matí del dilluns 2 de setembre de 2024, Sisko fa demandes al governador, insistint que se'ls doni temps d'antena per expressar les seves queixes. Vol que els districtes santuari es tanquin i que els seus residents tinguin oportunitats per guanyar-se la vida honestament.
Dax mira les notícies dels disturbis des de l'oficina de Brynner, sabent que Sisko i Bashir estan atrapats en el districte santuari i estan en perill, i baixa a buscar-los. S'esmuny per una canonada subterrània de clavegueram, però la atrapen i la porten al centre d'ocupació per donar explicacions. Sisko i Bashir es reuneixen amb ella en secret per explicar per què s'han de quedar fins que la crisi s'acabi. Torna a sortir d'esmuny, segura que Brynner podrà ordenar que s'activi una terminal al centre de processament perquè els líders de la revolta puguin explicar les seves històries i difondre-les a tot el món, que va ser la força principal que va girar l'opinió pública en contra dels districtes santuari i va conduir a la seva abolició.
Després de diversos intents infructuosos de localitzar els seus companys oficials, Kira i O'Brien finalment es transporten a l'any correcte i contacten amb Dax. Estan preparats per rescatar Sisko i Bashir si poden. Després d'haver rebutjat les demandes dels segrestadors, el governador envia una sèrie d'unitats de la Guàrdia Nacional per acabar amb els disturbis d'una vegada per totes. La primera unitat assalta el centre de processament i mata molts manifestants, i Sisko rep un tret mentre protegeix un dels ostatges. Bashir descobreix que la ferida no és mortal, i els dos s'horroritzen en veure els cossos escampats pels carrers del districte santuari a mesura que els disturbis disminueixen. Els dos policies que van enfrontar-se primer a Sisko i Bashir acorden plantar les targetes d'identificació de la parella a dues de les víctimes, i també dir la veritat sobre aquests esdeveniments. Els cinc oficials de la Flota Estel·lar es teletransporten al "Defiant" al segle XXIV i descobreixen que la línia de temps s'ha restaurat completament, excepte pel fet que l'entrada de Bell als registres històrics ara mostra la foto de Sisko en lloc de la seva.

## Actors convidats
- Jim Metzler - Chris Brynner
- Frank Military - B.C.
- Dick Miller - Vin
- Al Rodrigo - Bernardo
- Tina Lifford - Lee
- Bill Smitrovich - Michael Webb
- Deborah Van Valkenburgh - Preston
- Clint Howard - Grady
- Richard Lee Jackson - Danny
- John Lendale Bennett - Gabriel Bell

## Desenvolupament
La massacre de la Presó d'Attica van servir com a font d'inspiració per als disturbis de Bell en aquest episodi. Una altra inspiració per a l'episodi van ser les experiències del guionista original de la sèrie televisiva Robert Hewitt Wolfe amb persones sense llar a Califòrnia.
Segons els comentaris del DVD, quan aquest episodi estava acabant la producció, va aparèixer un article al Los Angeles Times que descrivia una proposta de l'aleshores alcalde Richard Riordan per crear "refugis" tancats per a les persones sense llar de la ciutat, per fer que el centre de Los Angeles fos més desitjable per als negocis. El repartiment i l'equip es van sorprendre que aquest fos essencialment el mateix escenari que "Past Tense" va advertir que podria passar en tres dècades, però que ara es proposava seriosament en el present.

## Recepció
Keith DeCandido va qualificar la primera part de "Past Tense" a "tor.com" el 2013 com un bon episodi de "Star Trek: Deep Space Nine". Va trobar que l'escenari futur presentat era espantosament realista. DeCandido va trobar ben retratat que les terribles condicions no són el resultat de la malícia, sinó d'un esforç excessiu, sobretot perquè, amb l'excepció de B.C., no hi ha personatges malvats, sinó només persones a banda i banda del sistema que d'alguna manera intenten afrontar les circumstàncies. DeCandido va trobar una certa debilitat en el fet que l'episodi no s'atrevís a deixar que l'escenari parlés per si sol, sinó que inclogués dos diàlegs explicatius massa llargs entre Sisko i Bashir. DeCandido també va qualificar la segona part com un bon episodi, que continua meravellosament el primer. Va elogiar especialment l'actuació d'Avery Brooks, que retrata meravellosament el disgust de Sisko amb el sistema de zona segura. Tanmateix, DeCandido va criticar el fet que la història no ofereix prou material per a dos episodis de 45 minuts, i per tant la segona part conté molt material de farciment, com ara el viatge en el temps de Kira i O'Brien o la visita de Dax a Grady.
El 2015, Geek.com va recomanar aquest episodi com a "de visió essencial" per a la seva guia abreujada de marató de sèries de Star Trek: Deep Space Nine.
SyFy va classificar "Past Tense" com la setena millor trama de viatge en el temps a Star Trek, el 2016.
El 2016, The Hollywood Reporter va qualificar "Past Tense" (Parts I & II) com el 47è millor episodi de televisió de tota la franquícia televisiva de Star Trek anterior a Star Trek: Discovery, incloent-hi l'acció en directe i La sèrie animada, però sense comptar les pel·lícules. Entre 1966 i 2005, hi va haver uns 726 episodis de la sèrie de televisió Star Trek.
Ars Technica el 2016, va assenyalar "Past Tense" com a exemple de com la sèrie tenia bones històries i és "un far d'esperança per a les persones que viuen en temps foscos". Elogien l'"utopisme tossut" i assenyalen com els personatges intenten ajudar els pobres.
El 2016, The Hollywood Reporter va classificar aquest episodi com l'11è millor de Star Trek: Deep Space Nine.
El 2016, Empire el va classificar com el 39è millor dels 50 millors episodis dels més de 700 episodis de televisió de Star Trek.
The Atlantic va fer una ressenya de "Past Tense" de Star Trek: Deep Space Nine el 2017, suggerint que era l'"episodi més polític" de tots els Star Trek. Assenyalen que en l'episodi en dues parts, Benjamin Sisko viatja en el temps a la Terra de principis del segle XXI a bord de la nau espacial USS Defiant. Demostren que això s'utilitza com a recurs argumental per explorar els problemes dels Estats Units amb el racisme, la violència i l'"apatia envers el sofriment humà".
El 2017, Business Insider va classificar "Past Tense, Part I" i "Past Tense, Part II" com alguns dels episodis més infravalorats de la franquícia Star Trek en aquell moment.
El 2018, Vulture va qualificar el parell d'episodis de "Past Tense" com els 15è millors episodis de Star Trek: Deep Space Nine.
El 2018, Comic Book Resources va classificar la parella "Past Tense" com la 20a millor saga episòdica de Star Trek en general.
El 2020, Den of Geek va classificar "Past Tense" com una de les millors històries de Star Trek: Deep Space Nine
In 2020, SciFiNow va classificar aquest episodi com un dels deu millors de Star Trek: Deep Space Nine.
El 2020, The West Wing Thing, un podcast que normalment parla d'episodis del drama polític The West Wing, va tenir un episodi únic on els presentadors Dave Anthony i Josh Olson van canviar el nom del seu programa a The Star Trek Thing i van parlar de "Past Tense, Part I" i "Past Tense, Part II" en lloc d'un episodi de West Wing perquè el duet va considerar "The Long Goodbye", que era l'episodi de The West Wing que tenien previst parlar aquella setmana, tan avorrit de veure que van pensar que no se'n parlava al seu podcast i van decidir saltar-se'l i simplement parlar de "Past Tense" en comptes d'això. Tot i que l'episodi del podcast tractava sobre "Past Tense" i no sobre "The Long Goodbye", aquest últim es va utilitzar com a títol per a l'episodi d'aquella setmana.
El 2021, Vox va comparar la visió del futur San Francisco del 2024 presentada a "Past Tense" amb l'estat d'alguns dels temes tractats a l'episodi, com ara la pobresa, els disturbis i la tecnologia. En una entrevista amb un dels guionistes, Robert Hewitt Wolfe, sobre aquest episodi, una predicció sobre la dècada del 2020 que van considerar inexacta va ser la tecnologia informàtica. L'escriptor va dir que en realitat no intentaven ser "predictius", sinó que es van inspirar en les seves experiències en aquell moment. Ira Behr (un altre dels guionistes de l'episodi) va dir que una de les inspiracions per a l'episodi van ser les persones sense llar a Santa Monica (Califòrnia).

## Llançaments
"Past Tense, Part I" i "Past Tense, Part II" es van publicar en LaserDisc als Estats Units el 5 d'octubre de 1999. Les dues parts de l'episodi també van ser publicades en VHS per Paramount Home Video.
L'episodi també va ser publicat a Amèrica del Nord el 3 de juny de 2003, com a part del conjunt de DVD de la temporada 3. Aquest episodi es va publicar el 2017 en DVD amb el conjunt de la sèrie completa, que tenia 176 episodis en 48 discs.